# San Vicente (Camarines Norte)
San Vicente ist eine philippinische Stadtgemeinde in der Provinz Camarines Norte. Sie hat 10.396 Einwohner (Zensus 1. August 2015). Auf dem Gemeindegebiet liegen Teile des Naturschutzgebietes Abasig-Matogdon Mananap Natural Biotic Area.

## Baranggays
San Vicente ist politisch in neun Baranggays unterteilt.
- Asdum
- Cabanbanan
- Calabagas
- Fabrica
- Iraya Sur
- Man-Ogob
- Poblacion District I (Silanga)
- Poblacion District II (Kanlur)
- San Jose (Iraya Norte)